# Mycobacterium
Mycobacterium es el único género de la familia de las bacterias Mycobacteriaceae. Por las características únicas entre otros géneros bacterianos y por la importancia médica de las mismas, se estudian en la subrama de la microbiología llamada Micobacteriologia.
El género Mycobacterium está formado por bacilos aerobios inmóviles y no esporulados con un tamaño de 0,2 a 0,6 × 1 a 10 µm algunos de los cuales son patógenos que causan graves enfermedades en los mamíferos, incluyendo tuberculosis y lepra.

## Concepto
El término MeSH para Mycobacterium lo define como:

A genus of gram-positive, aerobic bacteria. Most species are free-living in soil and water, but the major habitat for some is the diseased tissue of warm-blooded hosts.
Un género de bacterias aerobias grampositivas. La mayoría de las especies son de vida libre en la tierra y el agua pero el mayor hábitat para algunas es el tejido infectado de anfitriones de sangre caliente.
MeSH: Mycobacterium (en inglés)

La palabra Mycobacterium deriva del prefijo griego "myces—" que significa tanto hongo como cera y "bakterium—" que significa pequeña varilla. Su significado literal es: Bacilo semejante a un hongo.
Las bacterias se clasifican en el género Mycobacterium en función de:
1. Su capacidad de acidorresistencia
2. La presencia de ácidos micólicos con 70 a 90 átomos de carbono
3. Un contenido elevado (61-71 %) de guanosina + citosina (G + C) en su ADN.

## Características microbiológicas

Pared celular micobacterial: 1-lípidos externos, 2-ácido micólico, 3-polisacáridos (arabinogalactano), 4-peptidoglicano, 5-membrana plasmática, 6-lipoarabinomanano (LAM), 7-fosfatidilinositol manosido, 8-esquema de la pared celular.

Las micobacterias son bacterias aerobias y no móviles (con excepción de la especie M. marinum, que ha mostrado ser móvil dentro de los macrófagos). Tienen ácido-alcohol resistencia, no producen endosporas ni cápsulas y suelen considerarse grampositivas. En algunos casos, estos bacilos pueden formar filamentos ramificados; sin embargo, estos pueden romperse con facilidad.
Se ha publicado un trabajo en PNAS que muestra esporulación en Mycobacterium marinum.
Aunque las micobacterias no parecen encajar en la categoría Gram-positiva desde un punto de vista empírico (es decir, que no retienen el tinte violeta), se clasifican como bacterias ácido-resistentes Gram-positivas. Todas las especies de Mycobacterium comparten una característica; la pared celular más gruesa que la de muchas otras bacterias, hidrofóbica, cerosa, y rica en ácidos micólicos/micolatos. La pared celular es rica en lípidos, lo que hace que su superficie sea hidrófoba y confiere a las micobacterias resistencia frente a muchos desinfectantes y las tinciones de laboratorio. Esta pared celular proporciona una contribución sustancial a la resistencia de este género de bacterias.
En la membrana plasmática se anclan proteínas, manósido de fosfatidil inositol y liporarabinomanano (LAM), que presenta una repación funcional con los liposacáridos O antigénicos presentes en otras bacterias. La capa de peptidoglucano forma el esqueleto básico al que se unen los arabiogalactanos, unos polisacáridos ramificados formados por D-arabinosa y D-galactosa. El residuo terminal de la D-arabinosa se esterifica para dar lugar a ácidos micólicos hidrofóbicos de alto peso molecular a los que se anclan moléculas de glucolípidos de superficie. Los componentes lipídicos abarcan el 60 % del peso de la pared.
A lo largo de las capas de la pared se intercalan proteínas transportadoras y porinas, las que constituyen el 15% del peso de la pared. Las proteínas constituyen antígenos importantes para estimular la respuesta del anfitrión a la infección y pueden usarse como prueba pronóstica.
Debido a que la pared celular de las micobacterias es compleja y a que este grupo de microorganismos es exigente desde el punto de vista nutricional, la mayoría crecen lentamente, se dividen cada 12 a 24 horas y se necesitan hasta 8 semanas antes de poder detectar el crecimiento en los cultivos de laboratorio. Además, algunas especies tienen también ciclos de reproducción muy largos. M. leprae puede tardar más de 20 días para completar un ciclo de división (por comparación, algunas cepas de E. coli toman sólo 20 minutos), aunque jamás se ha podido aislar de manera artificial a esta especie, haciendo que el cultivo en laboratorio sea un proceso lento. Algunas de las especies pueden ser extremadamente difíciles de cultivar y puede llevar más de dos años desarrollar su cultivo.
Las micobacterias que forman colonias claramente visibles a simple vista en los cultivos en un plazo de 7 días se denominan de cultivo rápido, mientras que las que requieren períodos más largos se denominan de cultivo lento. Muchas especies de Mycobacterium se adaptan fácilmente al crecimiento en sustratos muy simples, utilizando amoníaco o aminoácidos como fuentes de nitrógeno y glicerol como fuente de carbono en presencia de sales minerales. La temperatura óptima de crecimiento varía ampliamente según la especie desde 25 °C a más de 40 °C.

## Caracterización ecológica
Las micobacterias son microorganismos ampliamente distribuidos, típicamente se las encuentra en el agua (incluyendo el agua del grifo tratada con cloro) y en los alimentos. Algunas especies, sin embargo, son patógenos intracelulares obligados, tales como las causantes de tuberculosis y lepra y no se las encuentra viviendo en el agua.

## Clasificación médica
Las micobacterias pueden clasificarse con base en sus características de crecimiento y pigmentación con objeto de diagnóstico y tratamiento. La clasificación de Runyon, primera en clasificar a las micobacterias con objeto diagnóstico, inicialmente incluyó 4 grupos:
- Fotocromógenos de crecimiento lento (fotocromógeno significa que produce pigmentos carotenoides intensamente amarillos en presencia de luz) que incluye a: M. kansasii, M. marinum.
- Escotocromógenos de crecimiento lento (escotocromógeno significa que produce pigmentos carotenoides intensamente amarillos en ausencia de luz) que incluye a: M. gordonae, microorganismo no patógeno aislado con frecuencia.
- Micobacterias no pigmentadas de crecimiento lento, que incluye a: M. avium y M. intracelullare.
- Micobacterias de crecimiento rápido, que incluye a M. fortuitum, M. chelonae y M. abscessus.

Con esta clasificación, una micobacteria pigmentada o de crecimiento lento nunca debería confundirse con M. tuberculosis.

## Patogenicidad
Las micobacterias a veces colonizan a sus huéspedes sin que estos muestren signos de enfermedad. Por ejemplo en 2015, miles de millones de personas (cerca de un tercio de la población mundial) estarían infectadas por M. tuberculosis pero nunca lo supieron puesto que no desarrollaron síntomas; estimándose que solo 10 millones de personas se enfermaron . Esto es debido a que en gran parte de los países la cepa de M. tuberculosis está circulando en el medio ambiente produciendo una primo infección, que permite desarrollar una respuesta inmune, pero sin presentar los síntomas específicos, creando así células de memoria que mantienen vigilancia específica en el organismo. Por ejemplo, al transitar por la calle el paciente está expuesto a una reinfección de M. tuberculosis, pero no desarrollará la infección porque al tener las células de memoria éstas se encargarán de neutralizar al patógeno. Esa también es la explicación de por qué algunos pacientes inmunocomprometidos (como los pacientes con VIH) tienden a desarrollar cuadros crónicos de tuberculosis.
Las infecciones micobacteriales son notoriamente difíciles de tratar. Su pared celular, que no es realmente ni Gram-negativa ni Gram-positiva, las hace muy resistentes. Como caso único en su grupo, son naturalmente resistentes a varios antibióticos que destruyen las paredes celulares, tales como la penicilina. También, gracias a esta pared celular, pueden sobrevivir a largas exposiciones a ácidos, bases, detergentes, ráfagas oxidativas, lisis por complemento y pueden desarrollar naturalmente resistencia a los antibióticos. La mayoría de las micobacterias son susceptibles a los antibióticos claritromicina y rifampicina, pero se conocen cepas resistentes a estos antibióticos.

## Cuadro clínico
Básicamente se consideran tres tipos de cuadros clínicos entre los que destacan la tuberculosis y la lepra. El tercer tipo de cuadro clínico son las micobacteriosis, término que se usa para encuadrar una serie de procesos de las enfermedades infecciosas humanas ocasionados por micobacterias diferentes a Mycobacterium tuberculosis y M. leprae.
La denominación genérica de micobacteriosis por el territorio orgánico implicado con el proceso (broncopulmonar, ganglionar, cutánea, osteoarticular, diseminada, etc.) ha sido la forma natural de denominar a estas entidades.
Enfermedades por micobacterias
Mycobacterium tuberculosis
Mycobacterium leprae
Micobacteriosis

## Diagnóstico de laboratorio
| Diagnóstico inmunológico                                            |
| ------------------------------------------------------------------- |
| Intrademorreacción a la tuberculina (Test de Mantoux)               |
| Prueba de liberación de IFN-γ                                       |
| Microscopía                                                         |
| Tinción de Ziehl-Neelsen                                            |
| Tinción de Kinyoun                                                  |
| Tinción acidotresistente con fluorocromo Truant                     |
| Pruebas basadas en ácidos nucléicos                                 |
| Reacción en cadena de la polimerasa                                 |
| Cultivo                                                             |
| Medios de agar sólido o con huevo (Löwenstein-lensen, Middle-brook) |
| Medios de caldo                                                     |
| Identificación                                                      |
| Propiedades morfológicas                                            |
| Reacciones bioquímicas                                              |
| Análisis de lípidos de la pared celular                             |
| Solución de ácidos nucléicos                                        |
| Secuenciación de ácidos nucléicos                                   |

La prueba empleada normalmente para evaluar la respuesta del paciente a la exposición de la bacteria es mediante la prueba cutánea de la tuberculina. Usualmente la prueba de la tuberculina es positiva después de 3 a 4 semanas de la exposición. Esta prueba ha dejado de considerarse diagnóstica ya que indica el contacto previo del individuo con la bacteria pero no denota una infección activa, además de que la vacuna profiláctica con el bacilo de Calmette-Guérin (BCG) tienen resultados positivos a la prueba.
La detección microscópica de los bacilos acidorresistentes en muestras clínicas (baciloscopia), es el método más rápido para confirmar una infección por micobacterias. La muestra clínica se tiñe con carbolfucsina (Ziehl-Neelsen y Kinyoun) o con colorantes fluorescentes de auramina y rodamina (Truant), se decolora con una solución de ácido alcohol y se aplica una tinción de contraste. Las muestras se examinan al microscopio de campo blanco, campo oscuro o fluoresencia (en caso de usar colorantes fluorescentes). La sensibilidad de la microscopía está entre 30 y 50 % y la especificidad del 95 %.
Las sondas de ácidos nucleicos se emplean para identificar la especie implicada en la infección. esta puede usarse junto con la amplificación del genoma ya que en las muestras suele hallarse una cantidad baja de micobacterias. Estos tienen una baja especificidad.
La proliferación in vitro de las micobacterias se ve dificultada por su velocidad de crecimiento. Las muestras que vayan a cultivarse deben de tratarse con reactivos descontaminantes —NaOH, por ejemplo— para evitar la confusión con otras bacterias de crecimiento rápido. Anteriormente, estas muestras se inoculaban en medios con huevo (Lowenstein-Jensen) y con agar (Middle-brook) pero esta prueba tomaba un tiempo prolongado; sin embargo, la introducción de los caldos de cultivo facilitan el crecimiento de la bacteria acortando el tiempo de crecimiento de 3 a 4 semanas a tan solo 10-14 días.
En los cultivos de la especie M. tuberculosis cabe destacar la falta de color en la superficie, característica morfológica típica observada en sul crecimiento. La identificación macroscópica con base en la morfología colonial continua como una de las maneras más frecuentes para identificarlo. (véase imagen).

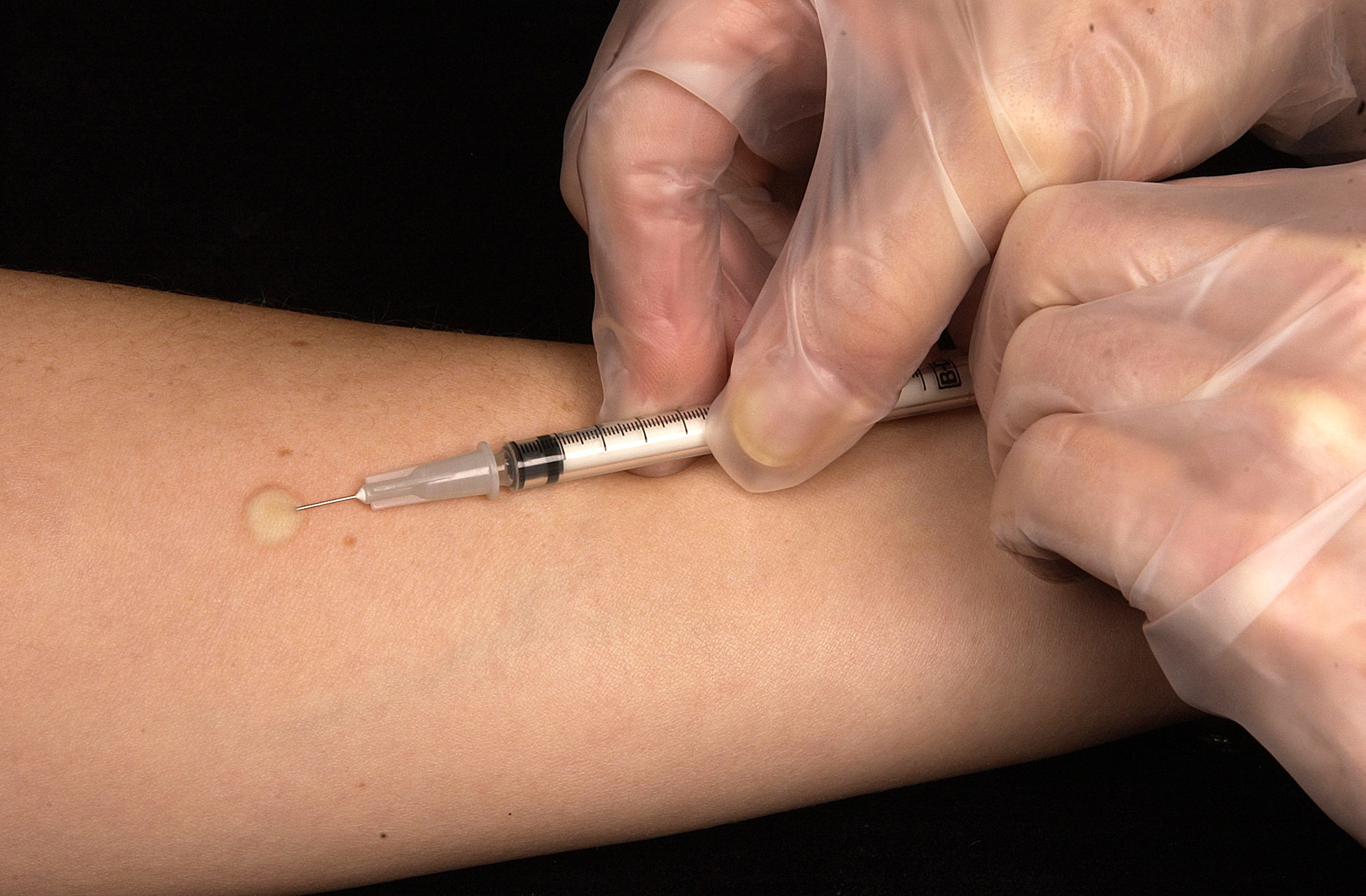
Prueba de la tuberculina
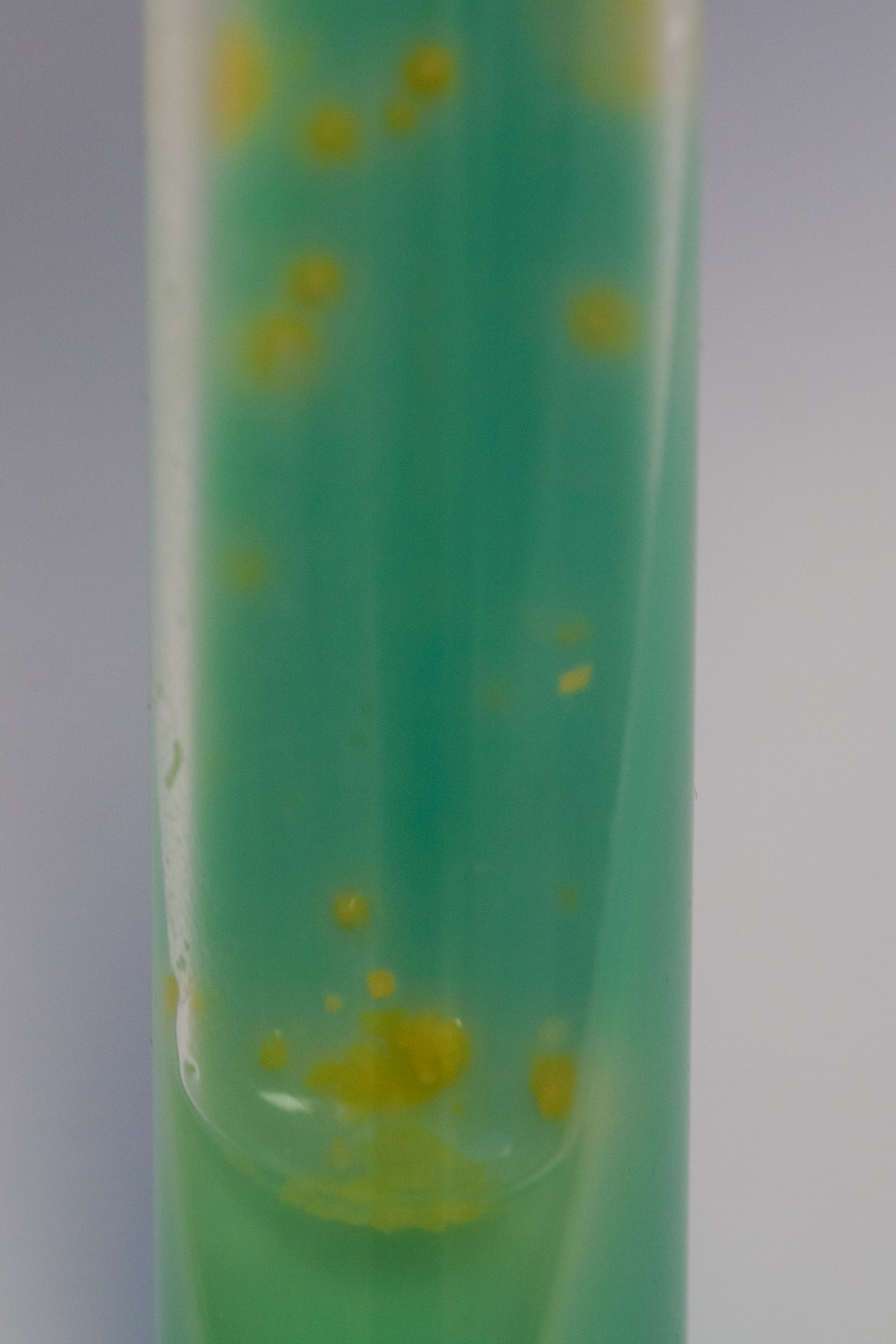
Mycobacterium kansasii creciendo en el medio agar-Lowenstein-Jensen
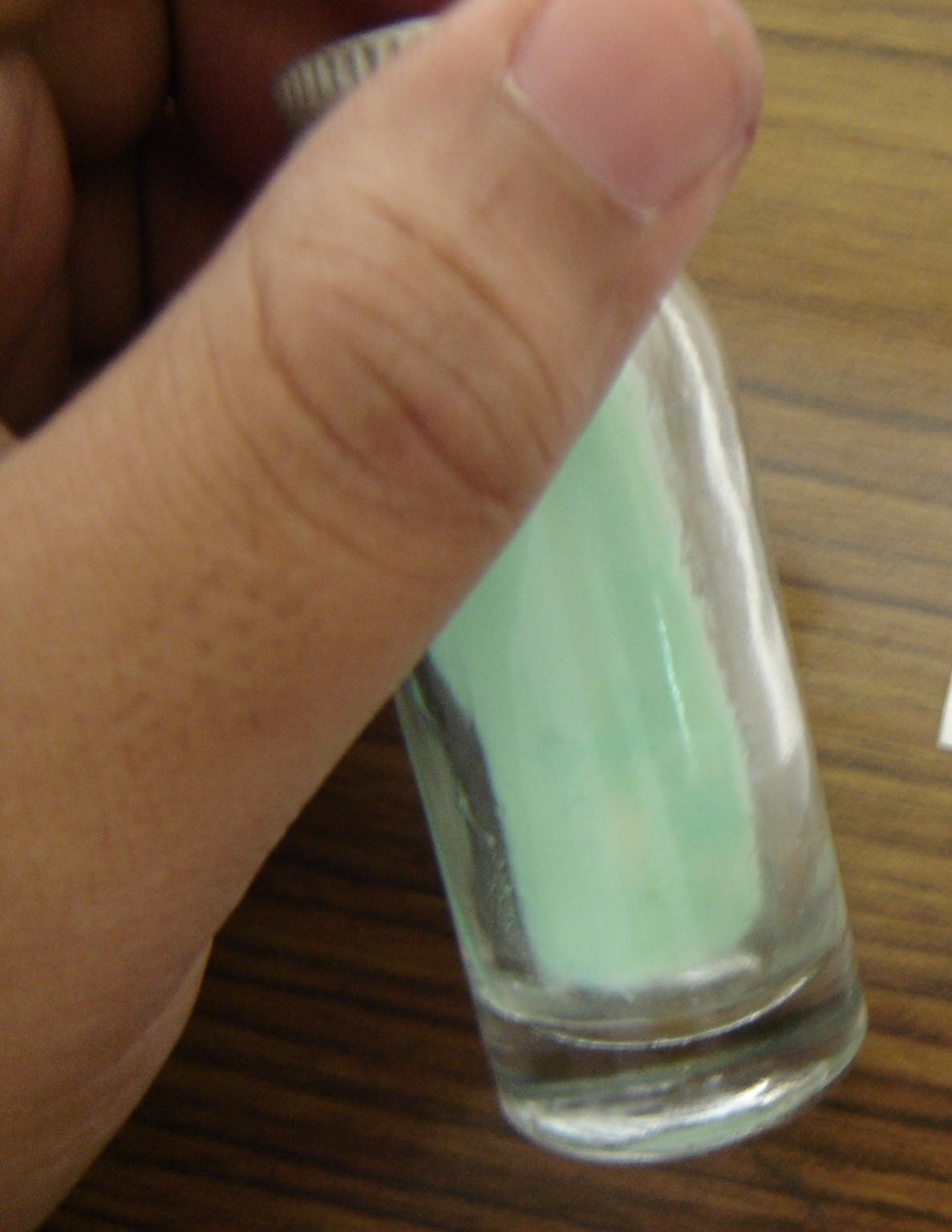
Crecimiento de M. tuberculosis en medio agar-Lowenstein-Jensen
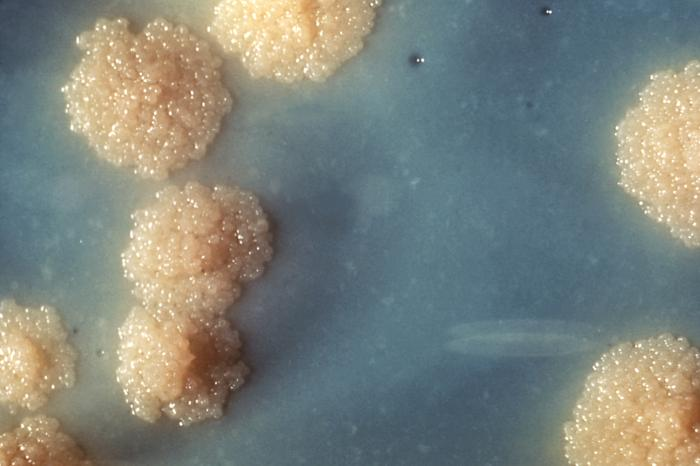
Acercamiento de un cultivo de Mycobacterium tuberculosis mostrando la morfología colonial del microorganismo.

## Especies

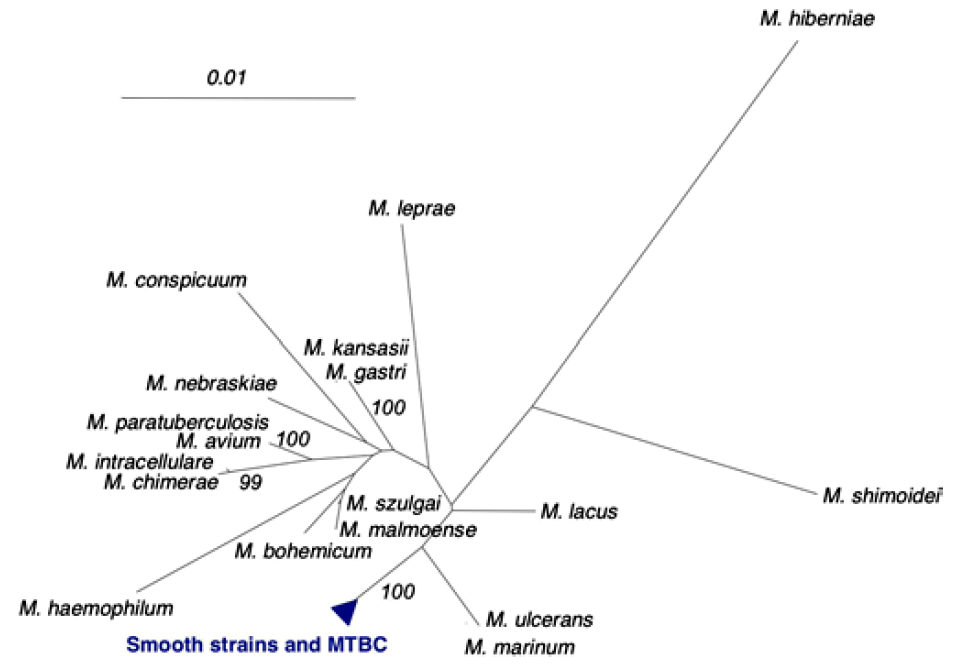
Árbol filogénico de Mycobacterium

- M. abscessus, que es también un contaminante común del agua y fue hasta hace poco considerado como una subespecie de M. chelonae.
- M. africanum
- M. asiaticum
- Mycobacterium avium complex (MAC), que es un complejo causante de infecciones letales en pacientes con sida. Incluye: M. avium, M. avium paratuberculosis, que ha sido implicado en la enfermedad de Crohn en humanos y la enfermedad de Johne en ovejas, M. avium silvaticum, M. avium "hominissuis".
- M. bovis
- M. branderi
- M. chelonae, contaminante común del agua.
- M. colombiense
- M. conceptionense
- M. fortuitum
- M. gordonae
- M. haemophilum
- M. kansasii, que puede causar infección grave en pacientes inmunodeprimidos.
- M. leprae, que causa la lepra.
- M. lepromatosis, que causa la lepra lepromatosa difusa o DLL.
- M. lepraemurium. Provoca enfermedad en ratas y felinos.
- M. malmoense
- M. marinum
- M. microti
- M. monacense
- M. scrofulaceum
- M. smegmatis
- Mycobacterium tuberculosis complex (MTBC), cuyos miembros causan la tuberculosis en humanos y animales. Incluye las especies: M. tuberculosis, la principal causa de la tuberculosis en humanos, M. africanum, M. bovis, M. bovis BCG, M. microti, etc
- M. ulcerans, que causa la úlcera de Buruli.
- M. vaccae
- M. xenopi

## Galería

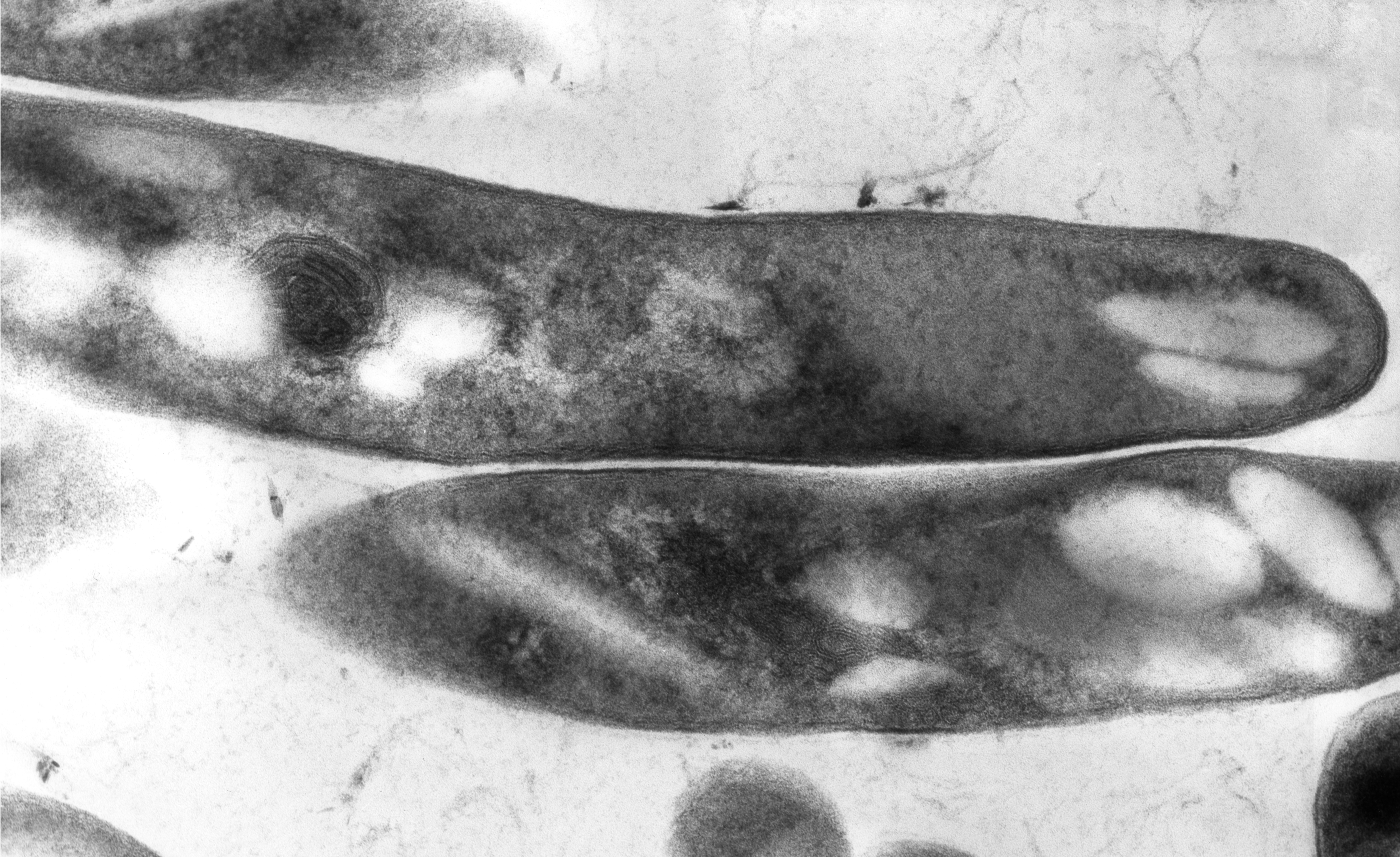
M. tuberculosis
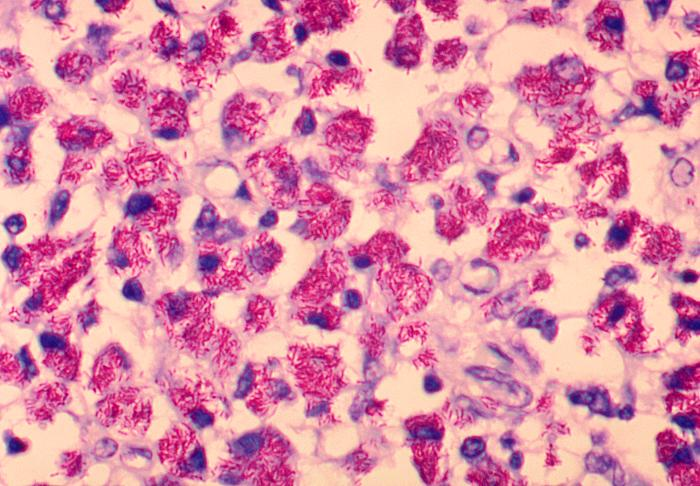
M. avium
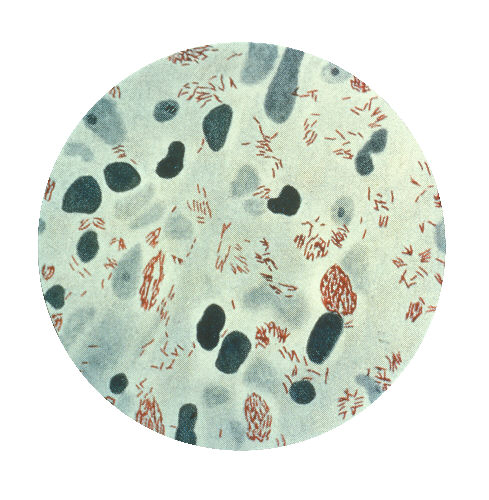
M. leprae
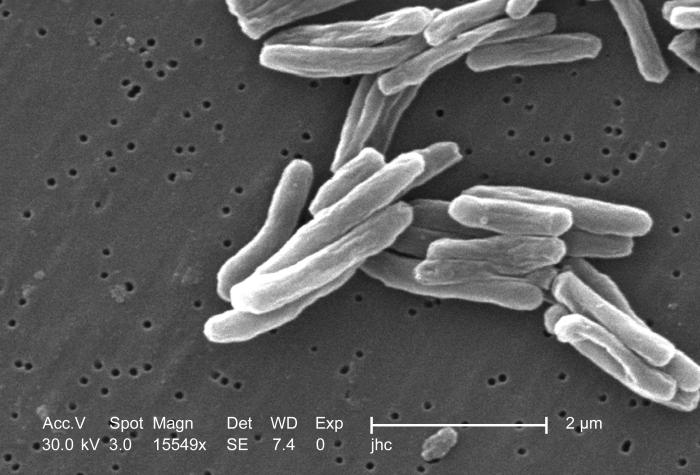
M. tuberculosis
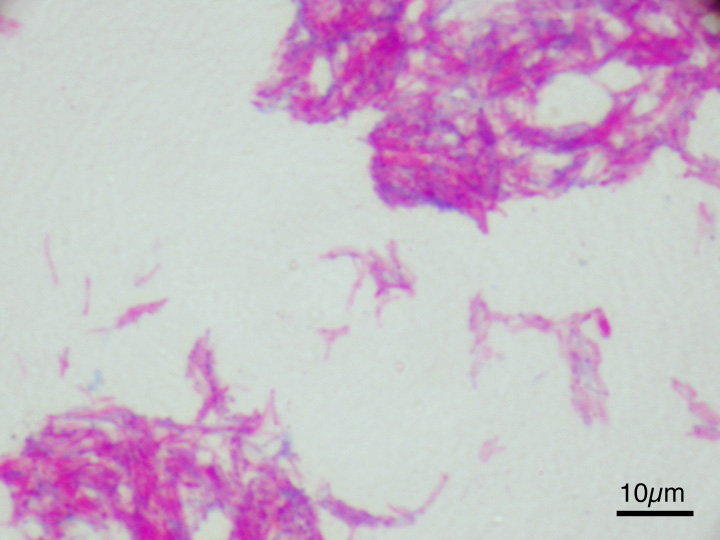
M. bovis

## Más información
- Diagnosis and Treatment of Disease Caused by Nontuberculous Mycobacteria. American Thoracic Society. Am J Respiratory and Critical Care Medicine. Aug 1997 156(2) Part 2 Supplement PDF format
- RIDOM - Ribosomal Differentiation of Medical Microorganisms
- J.P. Euzéby: List of Prokaryotic Names with Standing in Nomenclature - Genus Mycobacterium